# Leonardo (série télévisée, 2021)
Ne doit pas être confondu avec Leonardo, une série télévisée de 2011.
Leonardo est une série télévisée historique en huit épisodes de 52 minutes créée par Frank Spotnitz (X-Files) et Stephen Thompson (Sherlock). La série est produite par Lux Vide en collaboration avec Rai Fiction, Sony Pictures Entertainment, Big Light Productions et Freddie Highmore en association avec France Télévisions et RTVE,,.
La série est diffusée tout d'abord en Italie à partir du 23 mars 2021, en Suisse à partir du 7 septembre 2021 et en France à partir du 7 février 2022.

## Synopsis
En 1506, Léonard de Vinci est accusé du meurtre de Caterina da Cremona. Interrogé par Stefano Giraldi, un officier du duché de Milan, Léonard déroule l'histoire de sa vie.

## Fiche technique
- Créateurs : Frank Spotnitz, Steve Thompson
- Producteurs : Lux Vide, Big Light Productions, Rai Fiction, Sony Pictures Television, France Télévisions, RTVE, Alfresco Pictures
- Réalisateurs : Dan Percival, Alexis Sweet
- Musique : John Paesano
- Pays d'origine :  Italie,  Espagne,  France,  Royaume-Uni,  États-Unis
- Langue originale : anglais
- Genre : Historique
- Durée : 8 × 52 minutes
- Dates de diffusion :
  - France : du 7 février 2022 au 21 février 2022

## Distribution
Sauf indication contraire, les informations mentionnées dans cette section peuvent être confirmées par la base de données cinématographiques IMDb,  présente dans la section « Liens externes ».
- Aidan Turner (VF : Marc Arnaud) : Léonard de Vinci
- Matilda De Angelis (VF : Zina Khakhoulia) : Caterina da Cremona
- Freddie Highmore (VF : Benjamin Bollen) : Stefano Giraldi
- Carlos Cuevas (VF : Adrien Larmande) : Salaì, surnom de Gian Giacomo Caprotti
- James D'Arcy : Ludovico Sforza
- Miriam Dalmazio: Béatrice d'Este
- Alessandro Sperduti (VF : Martin Faliu) : Tommaso Masini
- Robin Renucci (VF : Jérôme Keen) : Piero da Vinci
- Gabriel Lo Giudice : Marco
- Josafat Vagni (VF : Alan Aubert-Carlin) : Giulio
- Andrew Knott : Alfonso
- Flavio Parenti : Bernardo Bembo
- Massimo De Santis (VF : Constantin Pappas) : Rinaldo Rossi
- Giancarlo Giannini : Andrea del Verrocchio
- Giovanni Scifoni (VF : Frédéric Souterelle) : Luca Pacioli
- Max Bennett (VF : Stéphane Pouplard) : Cesare Borgia
- Claudio Castrogiovanni : Ramiro
- Antonio De Matteo (VF : Mathieu Buscatto) : Galeazzo Sanseverino

Distribution principale
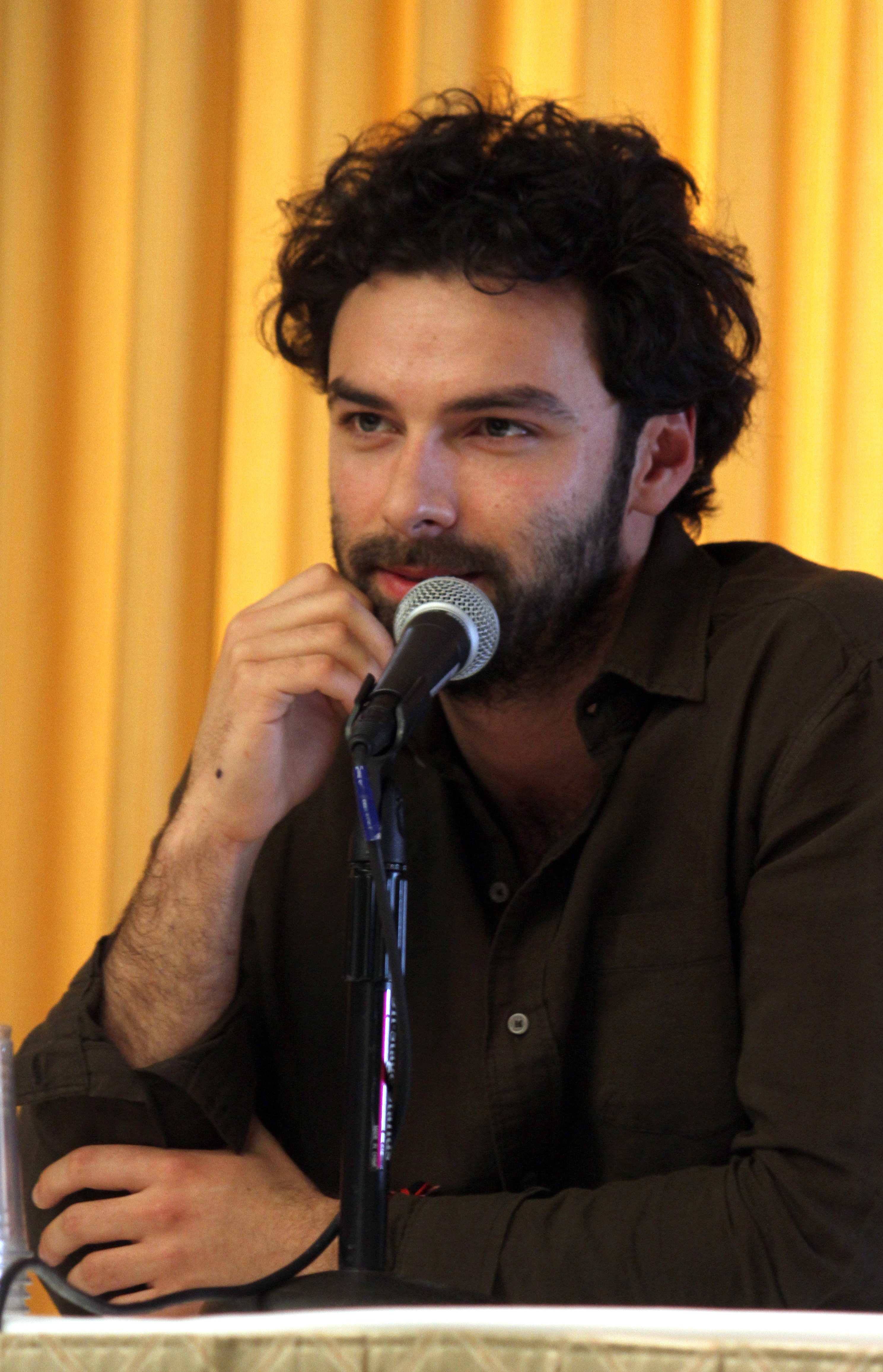
Aidan Turner
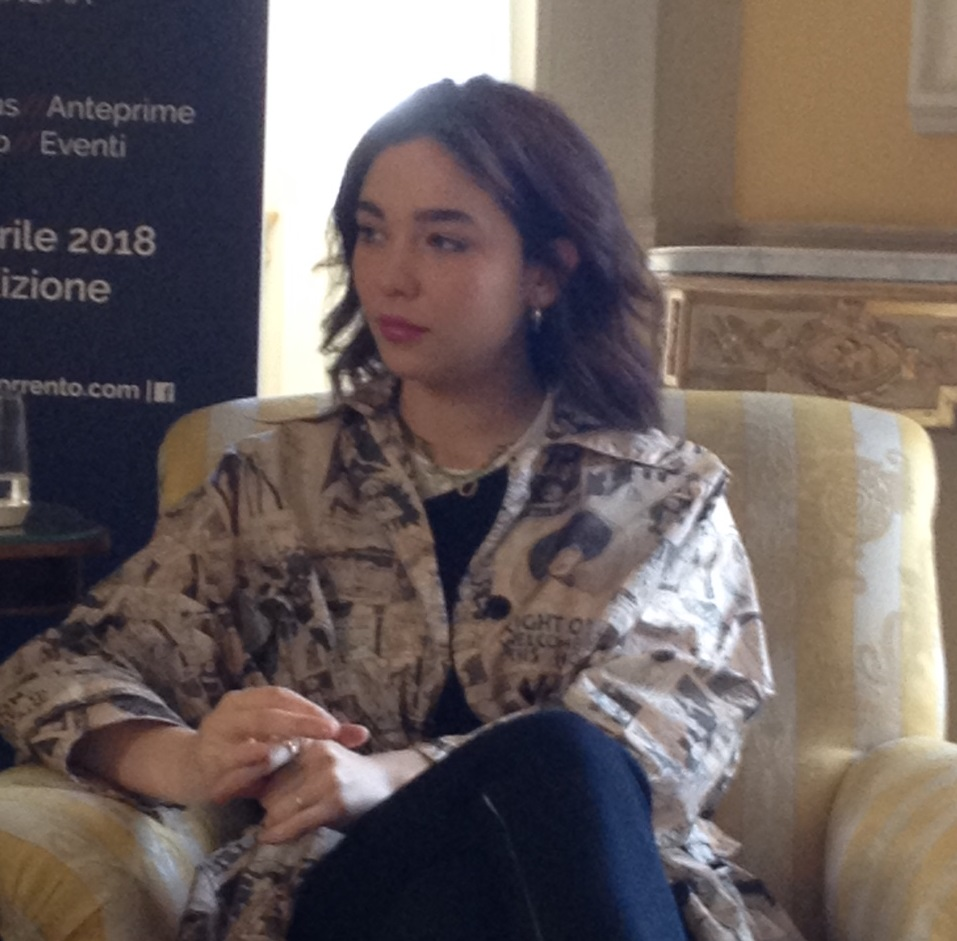
Matilda De Angelis
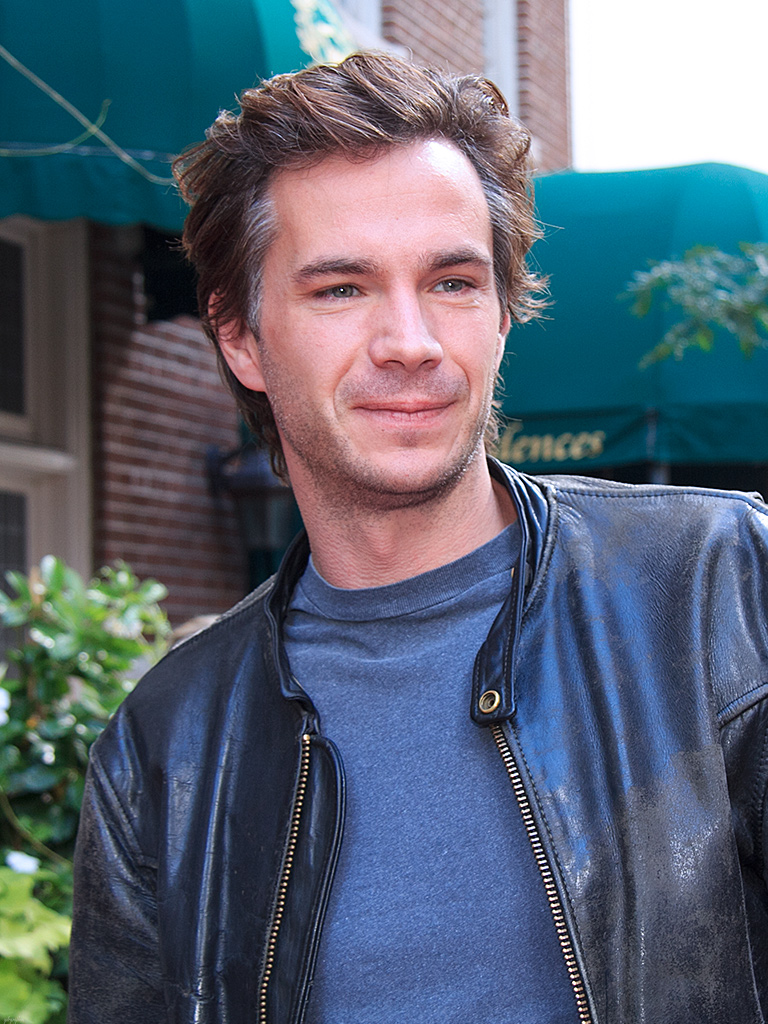
James D'Arcy
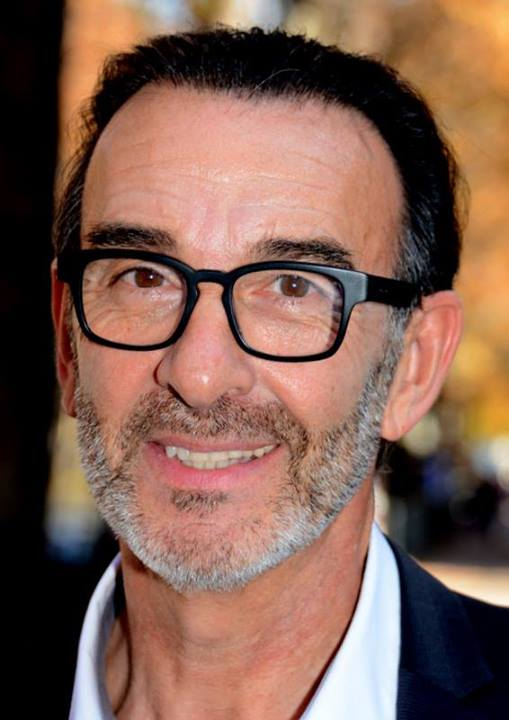
Robin Renucci
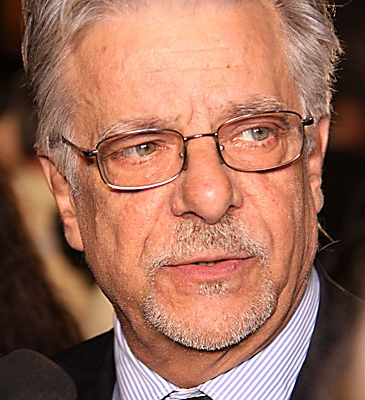
Giancarlo Giannini

## Production

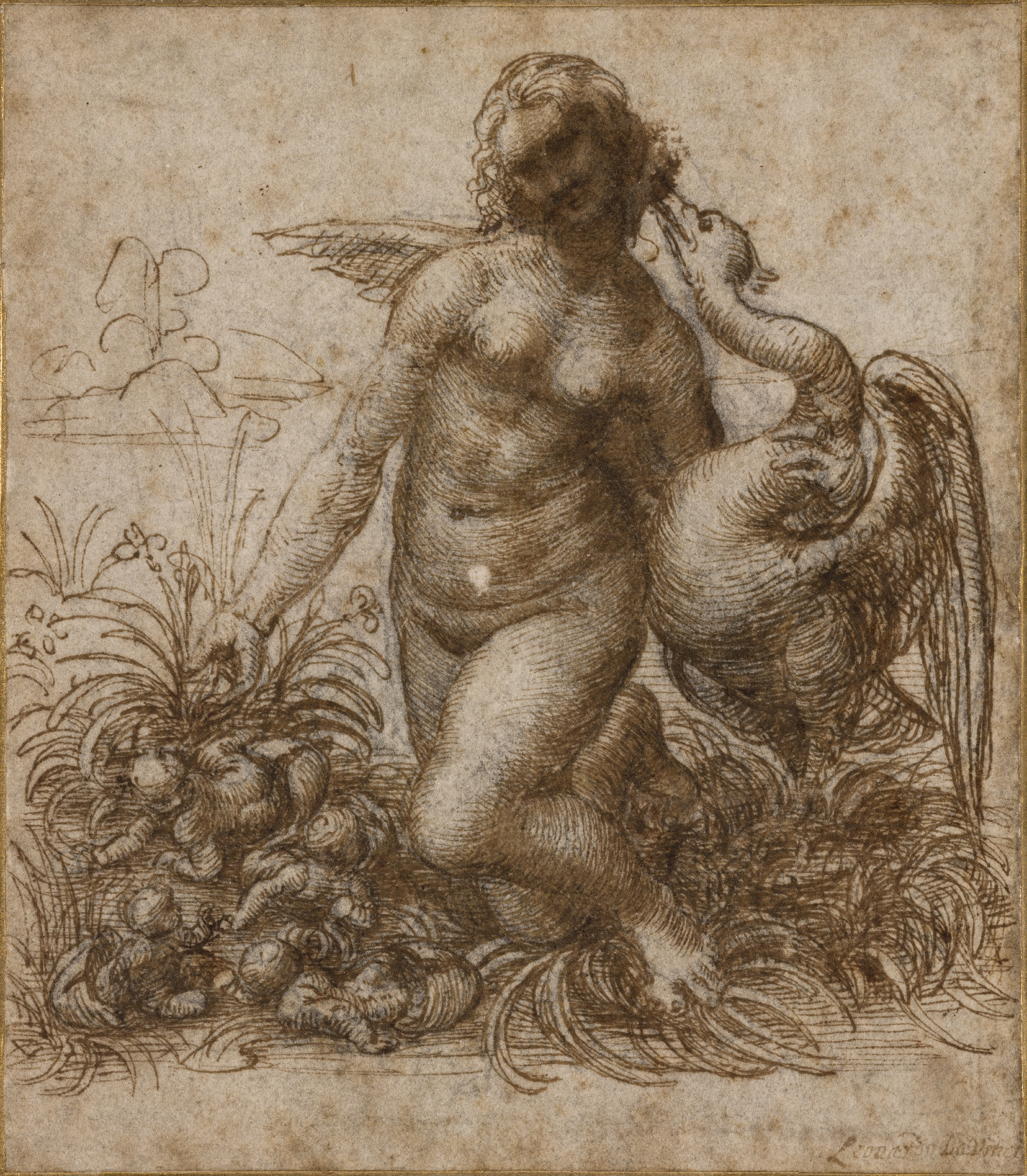
Étude pour une Léda agenouillée au cygne

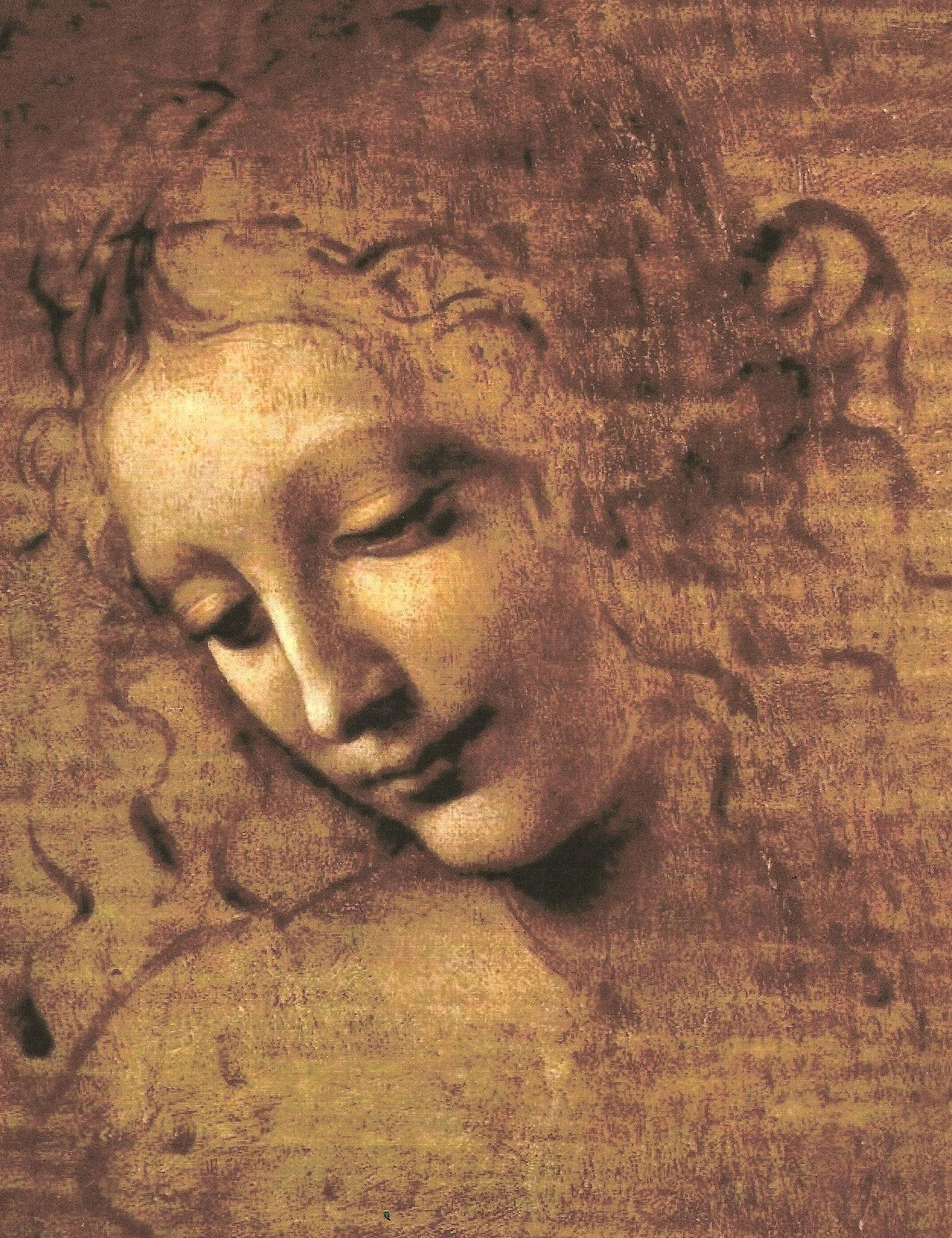
La Scapigliata

Prévue pour 2020, à l'occasion du 500e anniversaire de la mort de Léonard de Vinci, la série a été retardée à cause de la Pandémie de Covid-19. Elle est présentée comme un « spectacle familial et culturel, librement inspiré d’une relation avérée qu’entretenait le peintre avec une courtisane ». Les scénaristes mêlent des éléments biographiques et fictifs pour façonner une enquête qui a notamment pour origine la disparition d'un célèbre tableau du peintre : Léda et le Cygne connu seulement par ses études préparatoires,.
La série a nécessité la création de 2500 costumes et la construction de 20 000 mètres carrés de décors dans les studios de Lux Vide à Formello près de Rome pour reconstituer Florence et Milan,.
Ayant rencontré un succès international, une saison 2 a été commandée.

## Inexactitudes historiques
Bien que les producteurs aient ouvertement déclaré qu’ils s’étaient délibérément éloignés de la réalité historique pour insérer des éléments de fantaisie - tels que l’histoire liée à l’accusation de meurtre à Léonard et le personnage de Catherine de Crémone lui-même - la série télévisée traite toujours d’événements et de personnages historiques réels, il est donc possible de remarquer de nombreuses différences avec l’histoire,,,,,,.

### Premier épisode (épisodes 1 et 2)
- La première partie de la série se déroule en 1490 (seize ans avant 1506) et montre Léonard encore élève de Verrocchio, en vérité Léonard a fréquenté l’atelier de ce dernier entre 1468 et 1470, alors qu’en 1490 Verrocchio était déjà mort depuis deux ans et Léonard possédait son propre atelier.
- Le processus de mélange des couleurs a été parmi les premières choses qui ont été enseignées aux apprentis dès leur entrée dans l’atelier, c’est-à-dire à un âge encore enfantin, tandis que dans la série, il est montré un Léonard maintenant adulte que le maître aborde pour la première fois à cette procédure, bien que Léonard lui-même ait déjà peint en couleur secrètement quelques scènes auparavant.
- Léonard, qui s’est d’abord montré comme un élève peu apprécié par Verrocchio, avait en fait déjà collaboré avec ce dernier bien avant le baptême du Christ. En fait, dans le tableau Tobiolo et l’Ange - qui peut être vu dans le contexte de l’étude du maître - les détails du chien et du poisson comme la production de Léonard ont été reconnus.
- Ce n’est pas Ludovico il Moro qui se rend à Florence pour demander les services de Léonard, c’est plutôt Léonard lui-même qui, en 1482, s’installe à Milan envoyé par Laurent Medicis comme joueur de lyre et qui présente à Ludovico une sorte de « curriculum » par lettre.
- Amerigo de' Benci, le père de Genève, était déjà mort au moment où Léonard a commencé le portrait, et pour cette raison, il ne pouvait pas être celui qui mutilait la peinture de la partie inférieure. Il a été réduit dans les siècles suivants, probablement parce que les mains étaient irrémédiablement portées. Geneva elle-même était également mariée depuis au moins un an à Luigi Niccolini (1474) lorsque le portrait a été commandé.
- Bien que le souvenir du cerf-volant soit vrai, comme l’a raconté Léonard lui-même, il ne semble pas que ce dernier ait jamais été considéré comme maudit, ni en tant que nouveau-né ni en tant qu’adulte.
- Bernardo Bembo fut en fait ambassadeur de Florence en 1475 sous le doge Pietro Mocenigo et en 1478 sous le doge Giovanni Mocenigo, dans la série il se présente plutôt comme ambassadeur de Milan et, conformément à son bureau, il aurait eu le devoir de résider à Milan, alors que nous le trouvons initialement à Florence. Sous le doge d’Agostino Barbarigo, qu’il nomma au début, Bernardo occupa d’autres postes non à Florence.
- Bernardo Bembo à l’époque du portrait de Genève (1474-1478) était un homme dans la quarantaine, marié à Elena Marcello et père de cinq enfants (dont le célèbre humaniste Pietro Bembo), alors que dans la série, il serait encore célibataire.
- Il ne semble pas que Ser Piero da Vinci ait jamais nourri de la haine envers son fils Leonardo, au contraire il l’a accueilli dans sa famille et s’est assuré de lui garantir un avenir en le mettant dans l’atelier.

### Deuxième épisode (épisodes 3 et 4)
- Le duc Gian Galeazzo déclare à Léonard qu’il déteste la chasse, en vérité il est historiquement documenté que sa plus grande passion était la chasse.
- Lors d’un dîner de cour, nous voyons les ducs et leurs courtisans manger avec leurs mains, en vérité les fourchettes étaient déjà utilisées en permanence en Italie depuis longtemps, contrairement au reste de l’Europe où ils continuaient à utiliser leurs mains, à tel point que le Français et le roi de France lui-même seront alors critiqués par les Italiens comme non civilisés pour leur habitude de manger encore avec leurs mains.
- Comme responsable du complot contre Ludovico Sforza est mentionné « Roi Louis de France », mais tout se passe clairement dans une période antérieure à 1496, et à cette époque le roi de France était encore Charles VIII. De plus, il n’y a jamais eu de tentative d’empoisonnement par Louis d’Orleáns contre Ludovic Sforza.
- Salaì est présenté dans la série comme un jeune voleur et vagabond, en réalité Salaì est entré dans l’atelier de Léonard en tant qu’apprenti à l’âge de dix ans en 1490 et a ensuite été qualifié de « voleur » par Léonard lui-même en raison de ses nombreux marachelle et des petits vols qu’il a commis.
- La série suggère que Ludovico Sforza avait l’habitude de maltraiter sa femme Béatrice d'Este, en vérité d’après les sources de l’époque, il semble que ce soit le duc Gian Galeazzo qui ait battu sa femme Isabelle d’Aragon, alors qu’aucun acte de ce type n’est attribuable à Ludovico.
- Gian Galeazzo est mort à l’âge de vingt-cinq ans en 1494 et non comme un enfant comme le montre la série.

### Troisième épisode (épisodes 5 et 6)
- La naissance de Béatrice d’Este a eu lieu d’une manière substantiellement différente de ce qui a été montré dans la série, si en fait en réalité Béatrice est probablement allée rencontrer une naissance prématurée, donnant naissance à un fils déjà mort et mourant à son tour une heure et demie plus tard, dans la série, il est sous-entendu que l’enfant n’est pas né du tout. En outre, à cette époque, la gestion de la grossesse et de l’accouchement était la compétence exclusive des sages-femmes, alors que les médecins n’intervenaient presque jamais et que les hommes n’étaient pas autorisés à entrer dans la salle d’accouchement. Béatrice elle-même avait sa propre sage-femme, comare Frasina da Ferrara, qui l’a aidée pendant ses trois parties.
- S’il est vrai que Ludovic Sforza, détruit par la mort de sa femme, ne pensait à partir de ce moment qu’à l’embellissement de Santa Maria delle Grazie, la Cène fut commandée à Léonard bien avant la mort de Béatrice d’Este, ou en 1494.
- La conquête du duché de Milan a été confiée par le roi Louis XII au célèbre dirigeant Gian Giacomo Trivulzio, et non à Cesare Borgia comme le montre la série.
- Lisa Gherardini déclare pleurer la mort de sa fille nouveau-née de seulement six mois, en vérité il n’était pas d’usage au XVe siècle d’apporter le deuil pour les enfants qui sont morts enfants, comme cela a été fait à la place pour les parents, pour le conjoint ou pour d’autres personnalités importantes, étant la mortalité infantile extrêmement élevée.
- Guidobaldo da Montefeltro déclare à Cesare Borgia qu’il a un fils, en vérité il n’a jamais eu d’enfants, en effet il a été accusé d’impuissance.

### Quatrième épisode (épisodes 7 et 8)
- Ludovico Sforza a eu de nombreux enfants, parmi lesquels il a survécu aux deux légitimes de Béatrice d’Este et à au moins trois des illégitimes. L’existence de François (fils de Catherine de Crémone) n’aurait donc pas été un problème pour lui - en effet à la Renaissance, chaque fils bâtard était une source d’orgueil - et les Français n’auraient pas eu l’occasion ou la raison de l’utiliser contre lui pour « revendiquer le royaume ». C’est plutôt Louis XII lui-même qui revendique comme sa possession le duché de Milan, descendant d’un Visconti, et c’est aux menaces de lui que les fils de ludovico durent s’échapper, certainement pas à ceux de leur père.
- Galeazzo Sanseverino, après quelques années passées à la cour impériale d’Innsbruck, s’installa en 1504 en France où il entra dans les grâces de Louis XII, devenant même Grand Écuyer de France, et toujours en France il était en 1506, tandis que dans la série il est montré à Florence et à nouveau au service de Ludovico Sforza.
- La dernière tentative de Ludovico Sforza pour reconquérir Milan remonte au début des